# Thysanoplusia aurifera
Thysanoplusia aurifera är en fjärilsart som beskrevs av Jacob Hübner 1809/13. Thysanoplusia aurifera ingår i släktet Thysanoplusia och familjen nattflyn. Inga underarter finns listade i Catalogue of Life.